# Carl Techet
Carl Techet (* 27. Februar 1877 in Wien; † 19. Jänner 1920) war ein österreichischer satirischer Schriftsteller in der Zeit vor und während des Ersten Weltkrieges.

## Leben
Sein Vater ließ ihm eine solide gymnasiale Ausbildung zukommen, die in eine akademische Ausbildung mündete. Ab 1902 arbeitete er als wissenschaftlicher Assistent an der k. k. Zoologischen Station in Triest. 1907 wurde Techet an die k. k. Staatsrealschule Kufstein versetzt, wo er die Fächer Naturgeschichte und Chemie unterrichtete. Als Pädagoge war er bei seinen Schülern und Kollegen sehr geschätzt, in der Kufsteiner Gesellschaft aber fand er wegen seiner gesellschaftskritischen Haltung nur wenig Anschluss.
Die leidvollen Erfahrungen in Kufstein und die Erfolglosigkeit seiner Bemühungen, wieder an seine alte Wirkungsstätte in Triest zurückzukehren, ließen in ihm den Entschluss reifen, eine Spottschrift über die Tiroler zu verfassen, die den Lesern die Auswüchse des traditionell-konservativen Wertesystems und die Doppelmoral ihrer Handlungsweise vor Augen führen sollte. Zu diesem Zweck zerrte er alles, was er in dem seiner Meinung nach erzkonservativen und fortschrittsfeindlichen Land an Heuchelei und Pharisäertum erlebt und mit ansehen hatte müssen, ans Tageslicht: die Obsession, mit der die Kirche jegliche sexuelle Betätigung vor der Ehe verdammte, die dazu in krassem Gegensatz stehende Wirklichkeit, die sich in einer überaus hohen Zahl von unehelich geborenen Kindern, Kuckuckskindern und Abtreibungen äußerte, Inzucht, Trunksucht, das mangelnde Hygienebewusstsein auf dem Lande, den blinden Patriotismus der Tiroler, die Abneigung gegen alles Fremde, den Judenhass, die Auswüchse des Fremdenverkehrs  und noch viele andere Fehlentwicklungen, die in einer Gesellschaft, die jedes Abweichen von sozialen Normen als Sünde begriff, schamhaft verschwiegen wurden. Seine Kritik an den sozialen Zuständen verpackte Techet in kurzen, kernigen Geschichten und Gedichten, die zum Teil in Mundart abgefasst sind.
Die Veröffentlichung des Werkes, das 1909 unter dem Titel „Fern von Europa – Tirol ohne Maske“ erschien und von Techet als satirische Aufarbeitung seines Aufenthaltes in Tirol gedacht war, löste einen Literaturskandal ersten Ranges aus. Obwohl die Broschüre unter dem Pseudonym „Sepp Schluiferer“ veröffentlicht wurde und die Drucklegung in München erfolgte, wurde die wahre Identität des Autors rasch gelüftet. Der Hass, der Techet nach seiner Entdeckung entgegenschlug, war beispiellos: In Kufstein glaubte der Bürgerausschuss sich mit einer Resolution vom Inhalt des Buches distanzieren zu müssen und tat öffentlich kund, wie sehr er es bedauere, dass der Urheber einst zu den Bewohnern der Stadt gezählt hatte. Die Tagespresse berichtete aufgeregt über die unlauteren Absichten, die Techet mit diesem „Buch des Hasses“ verfolgte. Rudolf Jenny, der Herausgeber der satirischen Wochenzeitung Tiroler Wastl, der sonst kein Freund der klerikal-konservativen Partei war, ließ sich gar zur Äußerung hinreißen, dass er in diesem speziellen Fall die Anwendung von Lynchjustiz für nicht unangebracht halte.
Ob dieser Anfeindungen flüchtete Techet, der um sein Leben fürchten musste, nach München, wo er sich einigermaßen sicher fühlen konnte. Das von den Schulbehörden eingeleitete Disziplinarverfahren endete mit der Versetzung in das mährische Proßnitz; die Entlassung aus dem Schuldienst konnte gerade noch abgewendet werden. Nach einer vierjährigen Lehrtätigkeit am dortigen Gymnasium trat er im Alter von 38 Jahren krankheitsbedingt in den Ruhestand. Die letzten Jahre bis zu seinem Tod verbrachte Techet in Wien, wo er weiter schriftstellerisch tätig blieb.
Die Wirkung, die von seinem Hauptwerk "Fern von Europa" ausging, konnte er mit seinen späteren Schriften nicht mehr erzielen. In seinem letzten Buch „Wie sie sind“, das 1919, kurz vor seinem Tod erschien, beschäftigte sich Techet mit seinem Verhältnis zu den Frauen, das durchaus kompliziert war: Seine Kritik am schwachen Geschlecht betraf meist nur eine gewisse Kategorie von Frauen, nicht aber die Frau an sich; manchmal verfiel er sogar ins Gegenteil und wurde zu einem begeisterten Lobredner der Frau. Diese innere Zerrissenheit war wohl auch der Grund, dass Techet in seinem Leben keine dauerhafte Verbindung einging und kinderlos starb.

## Werke
- Aus meiner kleinen Welt. Von Pflanzen, Tieren, Menschen. Feuer-Verlag, Leipzig 1924.
- Fern von Europa. Kurze Geschichten in finsteren Breiten; Schilderung von Land und Leuten von nicht alltäglicher satirischer Art. Edition Löwenzahn, Innsbruck 1992, ISBN 3-900521-20-4 (Repr. d. Ausg. München 1909)
- Das Geheimnis der Ruine Szipar. Verlag Joachim, München 1918.
- Menschen ohne Lachen. Eine Philistergeschichte aus stillen Tagen. Verlag Joachim, München 1919.
- Sonderbar und dennoch wahr. Kurze Geschichten. Verlag Joachim, München 1918.
- Unselige Liebe. Roman. Verlag Joachim, Leipzig 1922.
- Völker, Vaterländer und Fürsten. Ein Beitrag zur Entwicklung Europas. Verlag Joachim Verlag, München 1913.
- Vom toten Österreich. Satiren. Verlag Joachim, Leipzig 1922.
- Wie sie sind. Ein Frauenbuch für Männer. Verlag Joachim, München 1919.